# Wu Assassins
Wu Assassins est une série télévisée d'action américaine, créée par John Wirth et Tony Krantz et diffusée le 8 août 2019 sur Netflix. 
Elle a fait l'objet d'avis positifs, faisant notamment l'éloge de la chorégraphie de combat, bien qu'il y ait eu des critiques sur l'intrigue.
En février 2021, un film intitulé Vengeance aux poings (en) (Fistful of Vengeance) est annoncé. S'inscrivant dans la continuité de la fin de la série, il est sorti sur Netflix le 17 février 2022.

## Synopsis
Kai Jin, un jeune chef du quartier chinois de l'actuel San Francisco, est empêtré dans la poursuite par la Triade chinoise de pouvoirs mortels anciens connus sous le nom de « Wu Xing ». Après une rencontre avec un esprit mystique, Kai devient à contrecœur le Wu Assassin, utilisant ses compétences améliorées en arts martiaux pour récupérer les pouvoirs surnaturels de cinq criminels modernes menaçant de les utiliser pour détruire le monde. "  

## Distribution et personnages

### Principaux
- Iko Uwais (VFB : Grégory Praet) : Kai Jin, un cuisinier sino-indonésien du quartier chinois de San Francisco, qui apprend qu'il est le dernier des Wu Assassins, qui sont destinés à tuer les cinq chefs de guerre Wu, qui possèdent des pouvoirs surnaturels basés sur le feu, le bois, la terre, métal et eau. En tant qu'assassin Wu, il a augmenté sa force physique et son agilité, est capable de changer son apparence pour cacher son identité et peut résister aux attaques surnaturelles des Wu Lords.
- Byron Mann (VFB : Olivier Prémel) : l'oncle Six, un chef de la Triade aux capacités surnaturelles qui dirige le monde criminel dans le quartier chinois de San Francisco et est le père adoptif de Kai Jin. En tant que Fire Wu, il peut créer des vrilles et des projectiles en feu, et peut chauffer et mettre le feu aux objets.
- Li Jun Li (VFB : Cathy Boquet) : Jennifer « Jenny » Wah, une jeune restauratrice qui dirige le restaurant sino-américain de sa famille, Master Wah's, et est l'amie de Kai Jin.
- Celia Au (en) (VFB : Émilie Guillaume) : Ying Ying, une femme qui enseigne à Kai les manières d'un Wu Assassin. Elle fut la première Wu Assassin à chasser et combattre les Wu Warlords.
- Lewis Tan (VFB : Marc Weiss) : Lu Xin Lee, l'ami de Kai qui possède Lee's Wheels, un garage personnalisé, qu'il utilise également comme façade pour le vol de voitures pour la Triade et Alec.
- Lawrence Kao (en) (VFB : Alessandro Bevilacqua) : Thomas « Tommy » Wah, le frère aîné de Jenny qui est accro à l'héroïne et membre de la Triade.
- Tommy Flanagan (VFB : Michel Hinderyckx) : Alasdair « Alec » McCullough, un patron du crime écossais qui opère principalement en Europe, qui déménage à San Francisco pour tenter de prendre le contrôle du monde criminel de la Triade dans le quartier chinois de San Francisco. Il est un ancien Wu Assassin qui est devenu le Wood Wu Lord, qui peut manipuler les plantes et les arbres, et possède des pouvoirs de guérison qui lui permettent d'avoir une durée de vie prolongée.
- Katheryn Winnick (VFB : Hélène Van Dyck) : Christine « CG » Gavin, une inspectrice en civil du service de police de San Francisco, récemment embauchée pour travailler chez Lee's Wheels.

### Récurrents
- Tzi Ma (VFB : Jean-Philippe Lejeune) : M. Young, voisin de Kai et propriétaire d'une épicerie chinoise.
- JuJu Chan (en) (VFB : Justine Venet) : Zan, le lieutenant de la triade et le bras droit de l'oncle Six, bien qu'elle soit déterminée à devenir le chef de la triade.
- Mark Dacascos : Un moine sans nom, dont le corps et le visage déguisent l'identité de Kai lorsqu'il se bat en tant qu'assassin de Wu.
- Cranston Johnson (VFB : Arnaud Crèvecœur) : Frank Fletcher, le capitaine de police du département de police de San Francisco et le patron de CG.

### Invités
- Jeff Fahey : Jack, un flic à la retraite que CG visite pour obtenir des informations sur Oncle Six (dans "Poulet frit").
- Robin McLeavy (VFB : Audrey D'Hulstère) : Maggie McCullough, la défunte épouse d'Alec McCullough (dans "Codladh Sámh", "Gu Assassins" et "Chemins : Partie 2").
- Kevin Durand (VFB : Alexandre Crépet) : James Baxter, le Earth Wu, qui peut contrôler la terre, déplacer des roches par télékinésie et transformer la chair en pierre (dans "Héritage").
- Summer Glau (VFB : Myriem Akheddiou) : Miss Jones, la Water Wu, qui peut se transformer en eau et la manipuler (dans "Chemins : Parties 1 et 2").
- Travis Caldwell (VFB : Laurent Vernin) : Gideon, le Metal Wu, qui peut manipuler le métal, l'électronique, l'électricité et posséder le corps des gens à travers leur hémoglobine (dans "Chemins : Parties 1 et 2").

## Épisodes
- Épisode 1 : Pastèque cocktail

Kai Jin est un cuisinier du quartier chinois. Un jour, il est attaqué par des voyous de la Triade et s'échappe, mais trouve une jeune femme inconsciente dans la rue. La femme se réveille et révèle qu'elle est Ying Ying, la première assassine Wu. Elle considère Kai comme un cœur pur et lui donne un éclat de moine, ce qui lui donne le pouvoir de vaincre les seigneurs de guerre Wu modernes. L'oncle Six, le beau-père de Kai, essaie de le recruter dans les Triades, mais Kai refuse. Lorsque le voisin de Kai est attaqué par la Triade, Kai les bat tous déguisés en l'un des moines d'origine. Pendant ce temps, le patron du FBI, Frankie, engage Christine Gavin pour suivre un membre de la triade nommé Lu Xin Lee, qui est le meilleur ami de Kai Jin, pour enquêter sur le conflit entre la foule russe et la triade.
- Épisode 2 : Erreur de jeunesse

Kai commence à comprendre le rôle de l'assassin de Wu, même s'il continue à affirmer qu'il n'est pas un tueur. Oncle Six apprend l'existence de l'assassin de Wu. CG commence à travailler pour Lu Xin, et rencontre Kai. Kai apprend que son beau-père, Oncle Six, est le Seigneur du Feu Wu. Jenny sauve Tommy d'un gang d'opium.
- Épisode 3 : Poulet frit

Le gang russe d'Alec tue toute l'opération de contrefaçon d'Oncle Six dans une boîte de nuit, ce qui fait que Frankie s'inquiète de CG. Kai suit CG pour l'avertir de son sort dans ses rêves avant de partir, ce qui pousse CG à rechercher Kai. Jenny gronde Tommy pour avoir rechuté dans l'héroïne et avoir des problèmes avec les gangs, et lui dit que leurs parents les rencontreront bientôt. Kai rencontre Jenny pour lui demander s'il peut travailler sous ses ordres car son camion de nourriture est en ruine, ce que Jenny accepte. Jenny révèle également à Kai qu'elle a contracté un prêt auprès d'Oncle Six pour remodeler le restaurant, ce qui le contrarie. CG dit à son patron de lui donner une semaine pour capturer le chef du gang russe et Oncle Six, pendant qu'Oncle Six dit à ses hommes de trouver l'Assassin Wu. Tommy conduit Zan, le garde du corps d'Oncle Six, et des hommes pour kidnapper tous les chefs chauves du quartier chinois. Oncle Six rencontre Kai pour essayer de reprendre contact avec lui, mais échoue. Jenny affronte Zan dans une bagarre quand elle voit Zan kidnapper son chef, mais Zan la bat. Kai trouve Zan, et se fait capturer exprès pour affronter Oncle Six. Pendant ce temps, CG rencontre un témoin qui lui dit qu'un monstre de feu a brûlé un bâtiment dans lequel se trouvaient sept chefs de la Triade.
- Épisode 4 : Un serpent tordu

Il y a 15 ans, Tommy, Jenny, Lu Xin et Kai se sont faufilés dans un bâtiment pour aller chercher des feux d'artifice quand Oncle Six a tué les chefs de la triade (dont Raymond Tong) pour obtenir leurs positions en utilisant ses pouvoirs de feu. En conséquence, Lu Xin Lee a été brûlé et Tommy a été tenu pour responsable. Aujourd'hui, Oncle Six a failli tuer Kai lorsque CG distrait Oncle Six et s'est échappé, mais pas avant qu'Oncle Six ne réalise que Kai est l'assassin de Wu. Jenny et Tommy retrouvent leurs parents mais la rencontre se termine de façon désastreuse car leur père est déçu par le remodelage moderne. Kai explique tout à CG, mais CG reçoit un appel de Lu Xin. Kai retrouve Ying Ying, qui lui révèle qu'elle est la première Wu Assassin qui a réussi à vaincre les 5 Seigneurs Wu, mais qui a été tuée. Ying Ying montre à Kai les statues de tous les anciens Wu Assassins, pendant que la rencontre avec le gang russe se déroule dans le sud et que CG réalise qu'ils vont tuer Lu Xin. Kai regarde une photo d'Alec McCullough, le reconnaissant comme une version passée de Wu Assassin.
- Épisode 5 : Codladh Sámh

CG et Lu Xin tuent tous les voyous, où CG révèle qu'elle était un flic sous couverture. Kai emmène Tommy et Jenny là où se trouvent Lu Xin et CG, où il révèle à tout le monde qu'il est l'assassin de Wu. Oncle Six tente de menacer McCullough, mais ce dernier révèle qu'il est le Seigneur de Wood Wu. McCullough explique qu'il était autrefois l'Assassin Wu il y a 500 ans, mais qu'après que le Seigneur Water Wu ait tué sa femme et son enfant, il tente de les ressusciter en se tuant puis en revenant immédiatement à la vie en tant que Seigneur Wood Wu récemment tombé, qui a des pouvoirs de guérison ; cependant, il ne parvient pas à ramener sa famille à la vie et est maudit avec une durée de vie prolongée. Tommy se débarrasse des cadavres, tandis que Kai et Jenny élaborent un plan pour tuer l'oncle Six. Le plan de Kai échoue car Oncle Six sait qu'il est l'assassin de Wu et propose une trêve pour vaincre McCullough.
- Épisode 6 : Gu assassins

La veille, Jenny se bat contre Zan et perd contre elle. McCullough prévoit d'obtenir les 5 pièces de Wu pour faire revivre sa famille, ce qui entraînera la fin du monde. Dans le présent, Oncle Six dit à Kai de tuer la Terre Wu pour arrêter McCollough, en retour Kai retirera le morceau Wu de Feu d'Oncle Six. Lu Xin rassemble 5 animaux et aspire le poison, puis Kai fait un rituel du sang avec toutes les personnes touchées par le Fire Wu (Tommy, Lu Xin, lui-même et Jenny) qui produit Gu, un poison qui peut enlever le Fire Wu. Ying Ying s'y oppose, estimant que c'est trop risqué et qu'en conséquence, elle perd le lien avec Kai. Zan emmène l'oncle Six au restaurant de Jenny, où ils ont réussi à éliminer le Fire Wu. Kai donne le morceau de Fire Wu à CG, et il est révélé que Zan est en fait un double espion pour McCullough après qu'Oncle Six ait insulté ses rêves de devenir le nouveau chef de la Triade, et elle révèle qu'Oncle Six a perdu le Fire Wu et que Kai est l'assassin de Wu.
- Épisode 7 : Héritage

James Baxter, le Seigneur de la Terre Wu, tue une femme nommée Jill et son petit ami Danny après les avoir jugés indignes d'aider à sauver la Terre. Kai emmène l'oncle Six dans l'Oregon où vit James Baxter, ignorant que Lu Xin les suit. Dans un restaurant, Kai et Oncle Six gagnent une bagarre après que l'une des serveuses ait fait des remarques racistes. Oncle Six se souvient que le jour où il a tué un homme devant un jeune Kai, il a trouvé l'éclat de Fire Wu. Oncle Six et Kai réparent lentement leur relation, Oncle Six expliquant qu'il a recueilli Kai parce que les deux avaient un passé similaire. Le jour suivant, Kai confronte James et le tue, ce dernier l'avertissant de garder le tesson de terre loin de McCullough, tandis que Lu Xin prévoit de tuer Oncle Six pour avoir causé l'incendie qui a brûlé son corps, mais décide de ne pas le faire.
- Épisode 8 : Soirée filles

Le Seigneur du Metal Wu rencontre McCullough pour obtenir le morceau de Fire Wu de CG. Après avoir rencontré Kai, CG se fait volontairement arrêter en enlevant les pneus d'une voiture pour aller voir Frankie, son patron, et tout lui raconter. Le Metal Wu Lord prend le contrôle d'une femme policier du nom de Riley, où ils arrêtent Tommy parce qu'il possède une arme qui a tué les hommes d'Oncle Six (qui ont été tués par le gang russe). Jenny reçoit un message vocal de Tommy, et arrive au poste de police avec son avocat. Riley ferme le poste de police, ce qui permet à Zan de tirer sur le poste de police. CG assomme Riley en raison de ses soupçons, et aide Jenny à vaincre Zan. Frankie est pris en charge par le Metal Wu, et McCullough capture Tommy. Avant que Zan ne puisse prendre le Fire Wu, Jenny prend le Fire Wu pour elle et devient le nouveau Seigneur du Fire Wu. Frankie transfère le morceau de Metal Wu à CG, et McCullough passe un accord : Jenny doit se sacrifier pour libérer le Fire Wu, ou Tommy mourra.
- Épisode 9 : Chemins (partie 1)

Miss Jones, le Seigneur de l'eau Wu, tue un vieil homme après avoir perdu une partie de poker et vole un artefact qui est un guide pour l'au-delà. Zan rencontre l'oncle Six et lui parle d'une négociation : McCullough a capturé CG, Tommy et Jenny. Pour les libérer, Kai doit donner le tesson de Terre Wu à McCullough. McCullough appelle Kai, mais Kai raccroche et Oncle Six tente de recruter une armée de la Triade, mais est blessé par Zan. Un moine que Kai a imité emmène Kai Jin sur le Chemin, où il explique que si McCullough réussit son plan, cela provoquera une perturbation dans le continuum espace-temps. Kai et Lu Xin éliminent les voyous de McCullough et libèrent Jenny. Pendant ce temps, CG se libère temporairement du contrôle de Gideon, tandis que Jenny, Kai et Lu Xin élaborent un plan. Lorsqu'ils rentrent chez eux, la Triade enregistre que Zan a tué Oncle Six.
- Épisode 10 : Chemins (partie 2)

Kai détruit sa chambre dans un accès de rage après avoir vu oncle Six mort. Après s'être calmé, il se rend avec Lu Xin à la réunion de McCullough. McCullough guérit Tommy, Kai tente de contrecarrer le plan de McCullough en donnant à Tommy la Terre Wu, cependant McCullough révèle que pour ouvrir la porte aux Dao, il faut 5 hôtes humains pour les pièces Wu. Le groupe est transporté au Dao, où Kai réussit à rassembler les 5 pièces Wu, ouvrant ainsi un portail vers le monde humain. Kai et ses amis se battent à travers les sbires de McCullough, tuant Gideon. Lu Xin mène les autres au portail de retour vers le monde humain, à l'exception de Mlle Jones (qui pleure le corps de son petit ami), tandis que Kai suit McCullough à travers un portail qui le transporte vers sa famille. McCullough retrouve sa famille et, se méfiant de son apparence moderne, ils le rejettent au début, mais il les convainc rapidement qu'il est le vrai McCullough. Kai traque McCullough, et finit par le tuer mais épargne sa famille. Six semaines plus tard, au restaurant, Lu Xin dit à Kai que Zan est à Macao pour essayer de recruter d'autres membres, et Lu part voir CG où ils s'embrassent. Un homme demande à Jenny de l'aider à rendre le quartier chinois meilleur, et Kai regarde à l'intérieur de l'enveloppe que lui a donnée Oncle Six quand il voit Ying Ying, qui lui dit que le monde a encore besoin d'un assassin Wu alors que le bâtiment commence à trembler.

## Production

### Développement
Le 29 juin 2018, il est annoncé que Netflix commande une première saison de dix épisodes de la série. John Wirth en est le co-créateur, le producteur exécutif et le co-scénariste. Les autres producteurs exécutifs incluent le co-créateur Tony Krantz, Chad Oakes de Nomadic Pictures et Mike Frislev. Stephen Fung réalise les deux premiers épisodes et Krantz devrait en diriger un autre. En plus de jouer le rôle principal, Uwais est également producteur, chef des arts martiaux et chorégraphe de combat et coordinateur des cascades,.

### Distribution
En juin 2018, Uwais a été choisi pour incarner Kai Jin. Le même mois, il a été annoncé que Byron Mann avait été choisi pour jouer dans la série régulière en tant qu'oncle Six. En juillet 2018, il a été annoncé que Tzi Ma, Tommy Flanagan, Lewis Tan et Katheryn Winnick avaient été castés dans leurs rôles principaux respectifs de M. Young, Alec McCullough, Lu Xin Lee et Christine Gavin. En août 2018, il a été signalé que JuJu Chan et Mark Dacascos avaient été interprétés dans des rôles récurrents. En octobre 2018, Lawrence Kao et Celia Au ont rejoint le casting principal. En novembre 2018, il a été révélé que Summer Glau avait été choisie pour jouer le rôle mineur de Miss Jones. En janvier 2019, Li Jun Li a rejoint le casting principal dans le rôle de Jenny Wah,. 

### Tournage
Le tournage pour la première saison a eu lieu sur place à Vancouver, Canada, du 8 août 2018 au 20 novembre 2018.

## Publication

### Commercialisation
Le 23 juillet 2019, la bande-annonce officielle de la série est sortie. 